# Manifiesto de Gerona sobre Derechos Lingüísticos
El Manifiesto de Gerona sobre Derechos Lingüísticos fue presentado el 13 de mayo de 2011 por el PEN catalán, y viene a ser un compendio de los ejes centrales de la Declaración Universal de los Derechos Lingüísticos de 1996.
Contiene los siguientes diez puntos:
1. La diversidad lingüística es un patrimonio de la humanidad, que tiene que ser valorado y protegido.
2. El respeto por todas las lenguas y culturas es fundamental en el proceso de construcción y mantenimiento del diálogo y de la paz en el mundo.
3. Cada persona aprende a hablar en el seno de una comunidad que le da la vida, la lengua, la cultura y la identidad.
4. Las diversas lenguas y las diversas hablas no son solo medios de comunicación; también son el medio en que los humanos crecen y las culturas se construyen.
5. Toda comunidad lingüística tiene derecho a que su lengua sea utilizada como oficial en su territorio.
6. La enseñanza escolar tiene que contribuir a prestigiar la lengua hablada por la comunidad lingüística del territorio.
7. El conocimiento generalizado de varias lenguas por los ciudadanos es un objetivo deseable, porque favorece la empatía y la apertura intelectual, a la vez que contribuye a un conocimiento más profundo de la lengua propia.
8. La traducción de textos —particularmente de los grandes textos de las diversas culturas— representa un elemento muy importante en el necesario proceso de mayor conocimiento y respeto entre los humanos.
9. Los medios de comunicación son altavoces privilegiados a la hora de hacer efectiva la diversidad lingüística y de prestigiarla con competencia y rigor.
10. El derecho al uso y protección de la propia lengua tiene que ser reconocido por la Organización de las Naciones Unidas como uno de los derechos humanos fundamentales.